# Krš, Žabljak
Krš este un sat din comuna Žabljak, Muntenegru. Conform datelor de la recensământul din 2003, localitatea are 140 de locuitori (la recensământul din 1991 erau 212 locuitori).

## Demografie
În satul Krš locuiesc 117 persoane adulte, iar vârsta medie a populației este de 45,5 de ani (41,3 la bărbați și 49,6 la femei). În localitate sunt 53 de gospodării, iar numărul mediu de membri în gospodărie este de 2,64.
Această localitate este populată majoritar de sârbi (conform recensământului din 2003).
|  |

| Demografie | Demografie | Demografie |
| An         | Locuitori  | Locuitori  |
| ---------- | ---------- | ---------- |
|            |            |            |
|            |            |            |
|            |            |            |
|            |            |            |
| 1948       | 360        |            |
| 1953       | 366        |            |
| 1961       | 385        |            |
| 1971       | 364        |            |
| 1981       | 211        |            |
| 1991       | 212        | 212        |
| 2003       | 140        | 140        |

| \| Componența etnică conform recensământului din 2003[2] \| Componența etnică conform recensământului din 2003[2] \| Componența etnică conform recensământului din 2003[2] \| Componența etnică conform recensământului din 2003[2] \| Componența etnică conform recensământului din 2003[2] \| \| ----------------------------------------------------- \| ----------------------------------------------------- \| ----------------------------------------------------- \| ----------------------------------------------------- \| ----------------------------------------------------- \| \| \| \| \| \| \| \| Sârbi \| Sârbi \| \| 98 \| 70% \| \| Muntenegreni \| Muntenegreni \| \| 39 \| 27,85% \| \| necunoscută \| necunoscută \| \| 0 \| 0% \| |              |  |    |        |
| Componența etnică conform recensământului din 2003 |              |  |    |        |
| |              |  |    |        |
| Sârbi | Sârbi        |  | 98 | 70%    |
| Muntenegreni | Muntenegreni |  | 39 | 27,85% |
| necunoscută | necunoscută  |  | 0  | 0%     |